# Antonov A-40
O Antonov A-40 Krylya Tanka  (em russo:  крылья танка, significando "tanque com asas") foi uma tentativa Soviética de permitir que um tanque de guerra planasse para o local de combate após ser puxado por outra aeronave, a fim de suportar esquadrões de pára-quedismo. Um protótipo foi construído e testado em 1942, mas não funcionou. Este veículo é também chamado de A-40T ou KT.

## Design e desenvolvimento
Ao invés de carregar tanques de guerra leves em planadores, como outras nações haviam feito, as forças Soviéticas amarraram alguns T-27 na fuselagem de bombardeiros pesados e os pousavam em campos de pouso. Na década de 1930 havia alguns experimentos para adaptar paraquedas nos tanques ou simplesmente soltá-los na água. Durante a ocupação de Bessarabia em 1940, alguns tanques leves podem ter sido soltos por bombardeiros TB-3.
O maior problema com veículos lançados ao ar é que sua tripulação era lançada separadamente, o que poderia atrasar ou ser impedido de trazê-los à linha de batalha. Os planadores permitiam à tripulação chegar no ponto de descida juntamente com seus veículos. Isto também poderia minimizar a exposição das aeronaves que os traziam, que desta forma não precisavam sobrevoar o local da batalha. A partir destes fatos, a Força Aérea Soviética ordenou que Oleg Antonov projetasse um planador para pousar seus tanques.

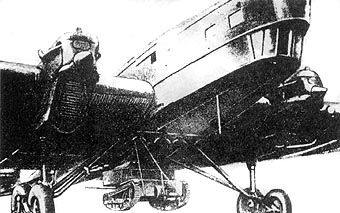
Bombardeiro TB-3 carregando um T-27, 1935

Antonov foi ainda mais ambicioso e ao invés de construir um planador, ele adicionou um berço desmontável ao T-60 com grandes asas biplanas de madeira e lona, além de uma cauda dupla. Desta forma o tanque poderia planar até o campo de batalha, soltar suas asas e logo estar pronto para voar novamente.

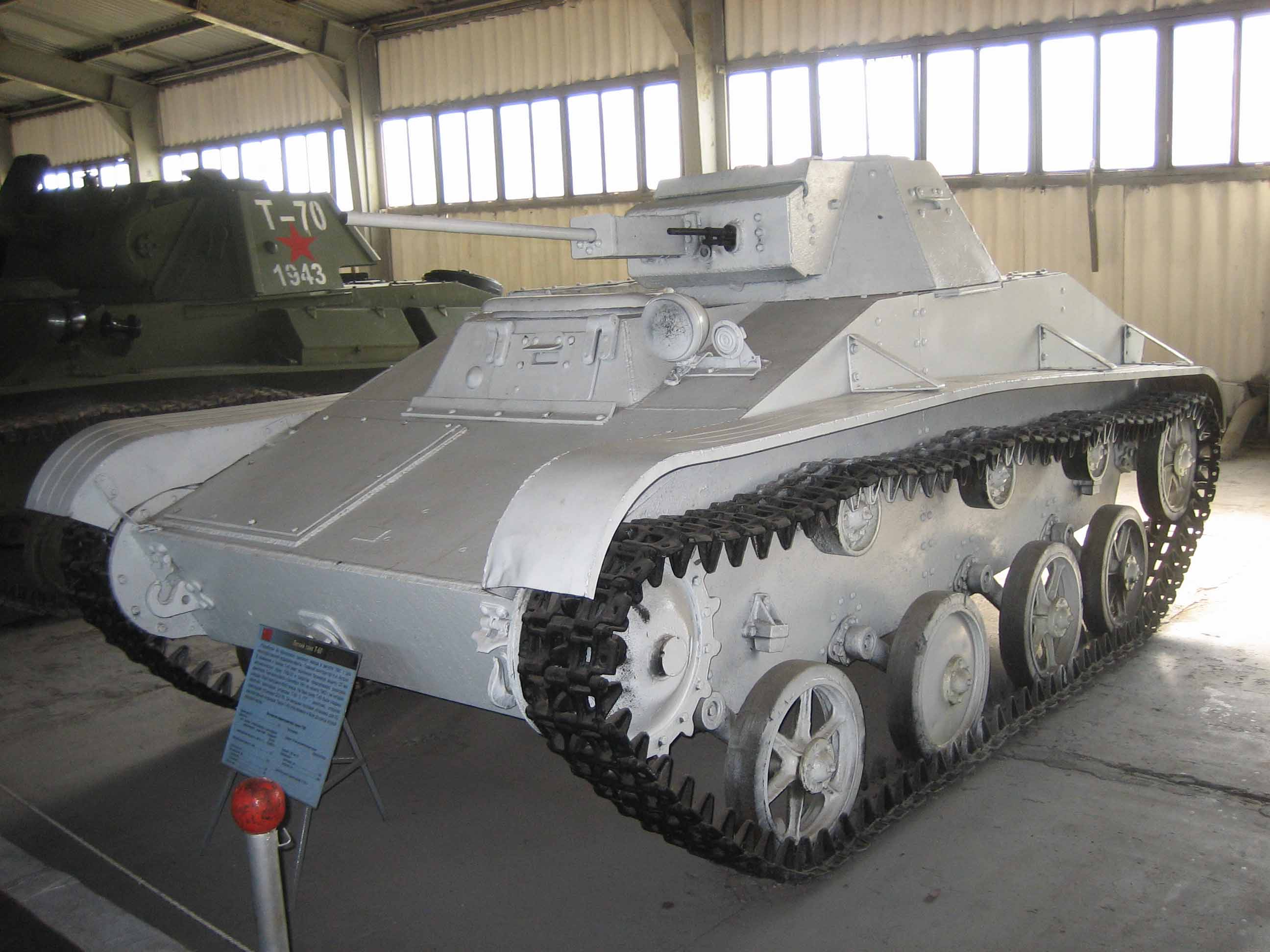
Tanque leve T-60 utilizado como a base do A-40.

Um T-60 foi convertido em planador em 1942, para ser rebocado por um Petlyakov Pe-8 or Tupolev TB-3. Para o uso aéreo, foram removidos armamentos, munição, luzes e deixando-o com uma quantidade bem limitada de combustível. Ainda com essas modificações, o bombardeiro TB-3 teve que soltar o planador durante seu único voo em 2 de Setembro de 1942, a fim de evitar colisão, devido ao extremo arrasto criado pelo T-60 (apesar de ter sido reportado que o tanque planou suavemente). O A-40 foi pilotado pelo famoso piloto experimental de planadores soviético Sergei Anokhin. O T-60 pousou em um campo próximo ao aeródromo, e após soltar as asas e sua cauda, o piloto retornou para a base com sucesso. Devido a falta de uma aeronave com potência suficiente para rebocar o planador a 160 km/h, o projeto foi abandonado.
A União Soviética continuou a desenvolver métodos para lançar eficientemente veículos pelo ar. No meio da década de 1970, foram capazes de lançar com paraquedas um BMD-1 com sua tripulação a bordo.

Antonov A-40